# حصن الظبهي (يافع)

تعديل مصدري - تعديل

حصن الظبهي هي إحدى قرى عزلة لبعوس بمديرية يافع التابعة لمحافظة لحج، بلغ تعداد سكانها 159 نسمة حسب تعداد اليمن لعام 2004.